# Dungarpur
Dungarpur è una suddivisione dell'India, classificata come municipality, di 42 514 abitanti, capoluogo del distretto di Dungarpur, nello stato federato del Rajasthan. In base al numero di abitanti la città rientra nella classe III (da 20 000 a 49 999 persone).

## Geografia fisica
La città è situata a 23° 49' 60 N e 73° 43' 0 E e ha un'altitudine di 224 m s.l.m.

## Società

### Evoluzione demografica
Al censimento del 2001 la popolazione di Dungarpur assommava a 42 514 persone, delle quali 22 787 maschi e 19 727 femmine. I bambini di età inferiore o uguale ai sei anni assommavano a 5 435, dei quali 2 934 maschi e 2 501 femmine. Infine, coloro che erano in grado di saper almeno leggere e scrivere erano 32 502, dei quali 18 852 maschi e 13 650 femmine.